# يوسدال
يوسدال (بالسويدية: Ljusdal ) ، وهي مقر لبلدية اليوسدال ، الواقعة في مقاطعة يافلبورغ  في السويد. بلغ عدد سكان اليوسدال حوالي 6230 نسمة في عام 2010. تقع مدينة اليوسدال بجانب نهر اليوسنان (بالسويدية :Ljusnan )والذي يذهب من قرية بوركسفالرنا (بالسويدية: Burksvallarna) إلى خليج بوثنيه. وتشتهر مدينة اليوسدال بسبب استضافتها كأس العالم لرياضة الباندي من عام 1974 إلى عام 2008. 
إن  المزارع الثلاثة في إقليم هالسنغلاند و التي تم إدراجها في عام 2012 على قائمة التراث العالمي لدي اليونسكو تقع في بلدية اليوسدال. 

## الرياضات
يوجد في مدينة اليوسدال عدد من الأندية الرياضية:
- نادي اليوسدال أي أف لكرة القدم
- نادي اليوسدال للفروسية
- نادي اليوسدال للجودو
- نادي  اليوسدال للكارتيه
- نادي اليوسدال للرياضة الباندي

## معرض صور

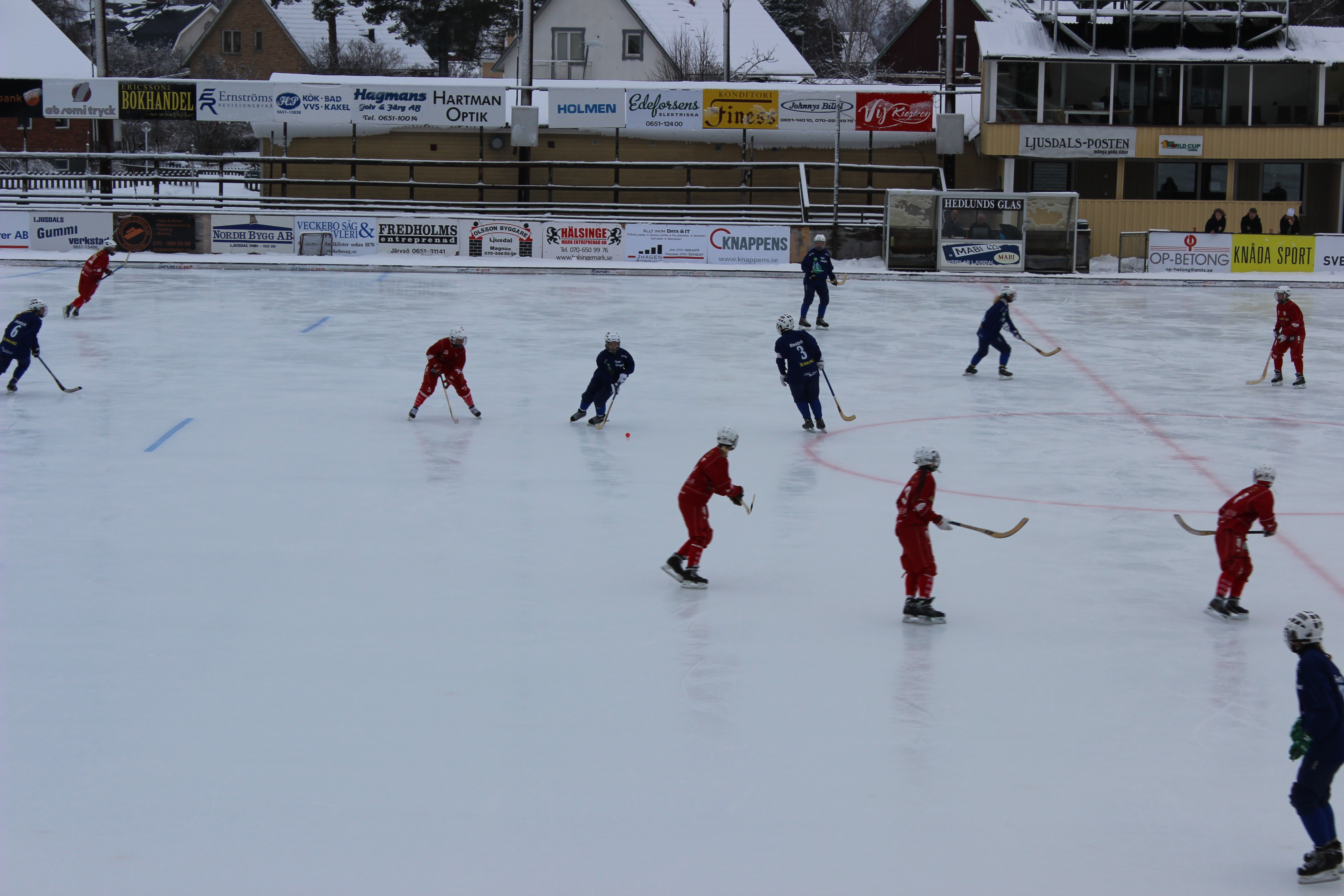
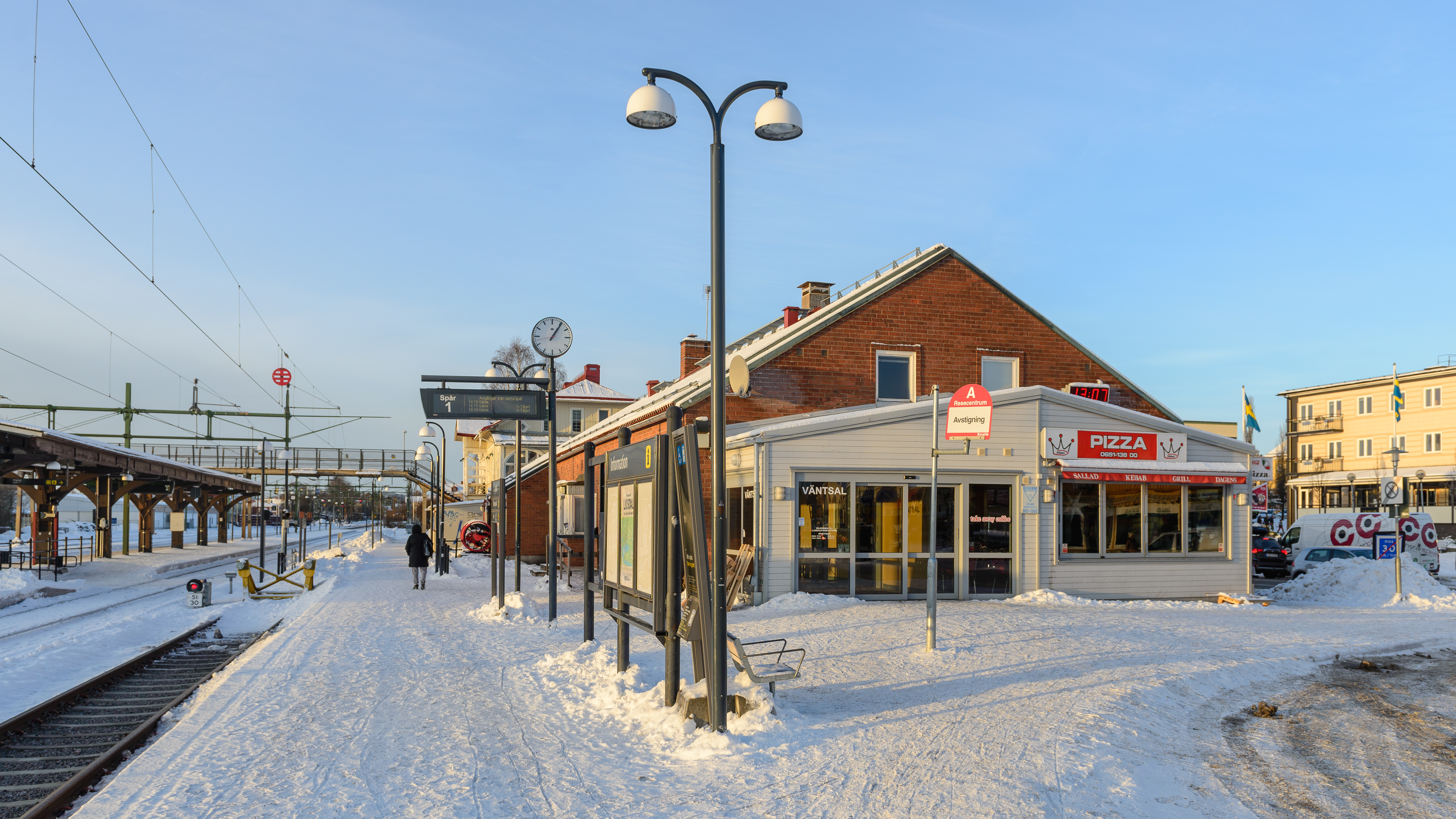
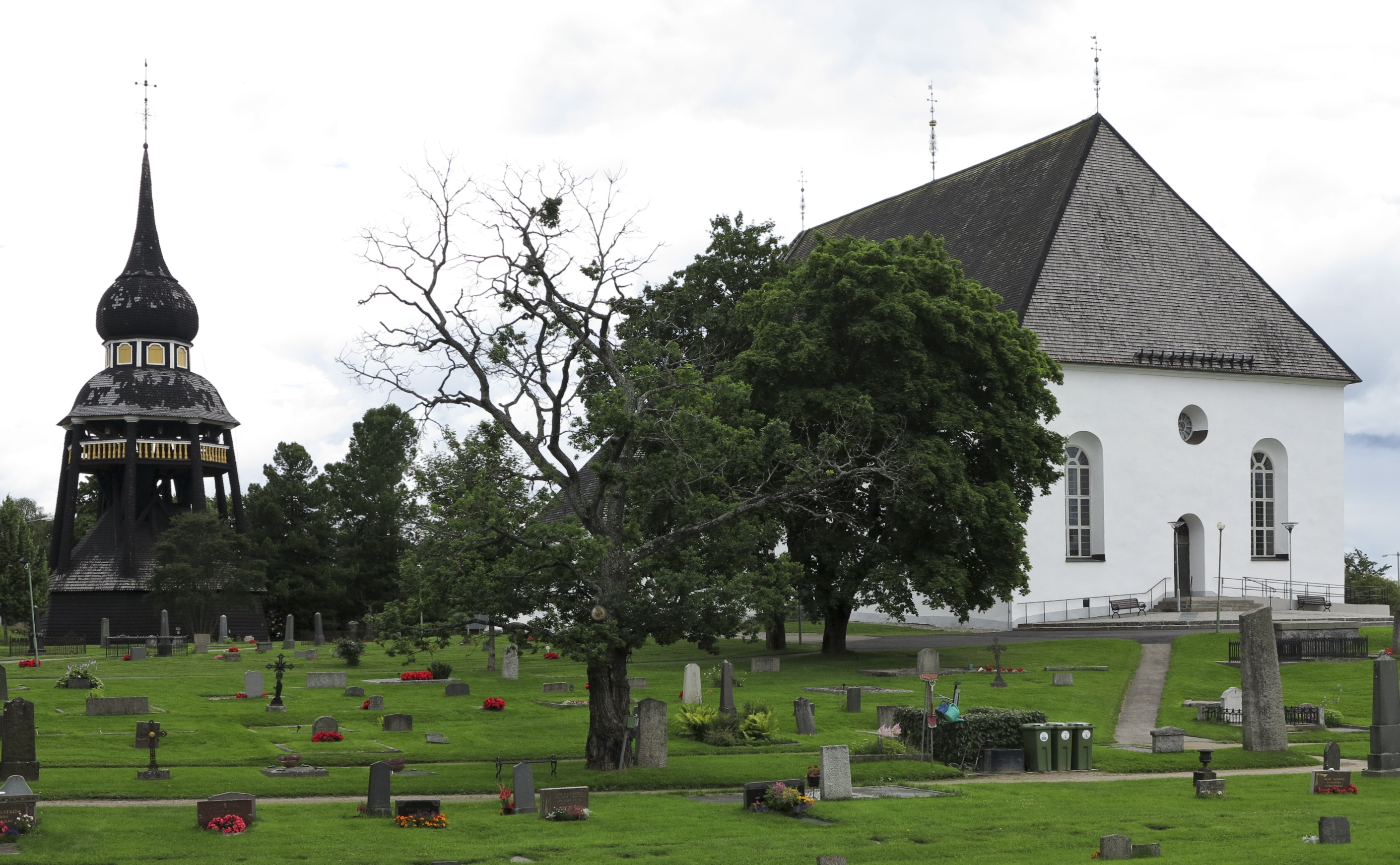
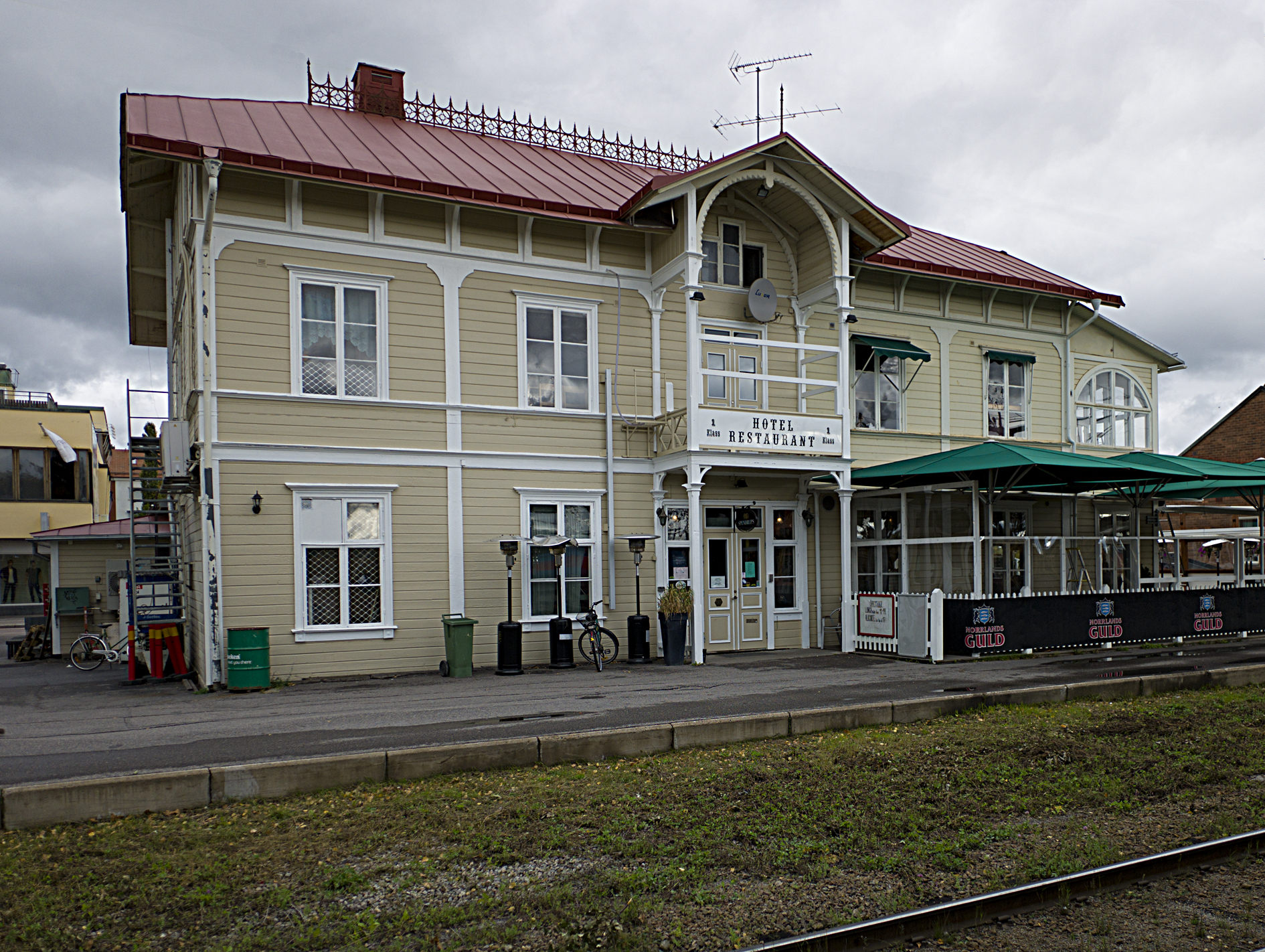

## أعلام
- مايكل كارلسون
- إريك هامرين
- فريدا سفينسون
- توبياس أريكسون
- بيير أستروم